# Velificatio

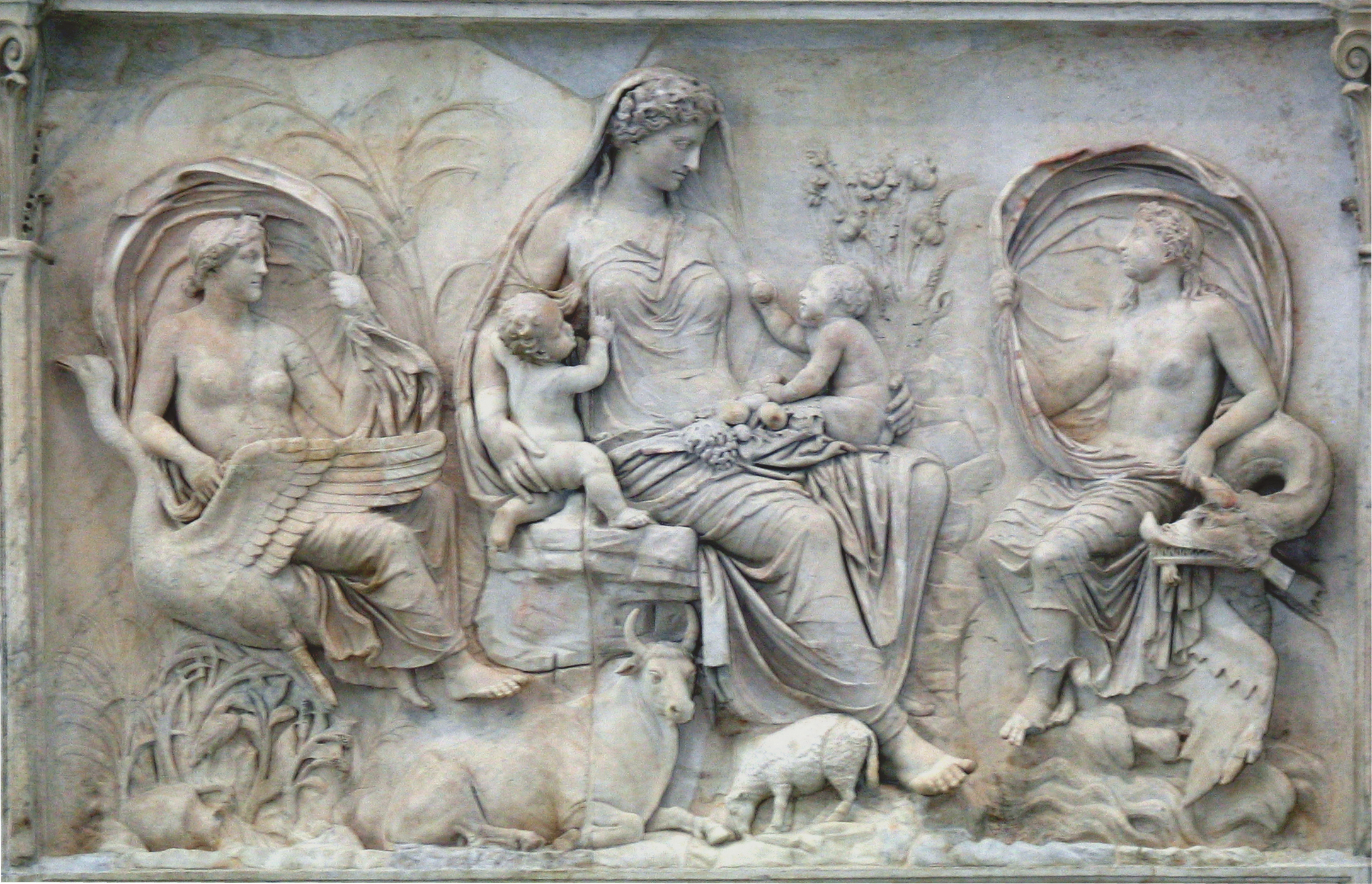
Un par de velificantes en el Ara Pacis

Velificatio es un recurso estilístico utilizado en el arte de la Antigua Roma para enmarcar una deidad por medio de una prenda ondulante (típicamente, un velo). Representa un movimiento vigoroso, una teofanía, o la bóveda celeste, que a menudo aparece con deidades del cielo, del tiempo o del mar. Es característico de la iconografía de las Auras, las brisas personificadas, y uno de los elementos que distinguen las representaciones de Selene, la diosa de la Luna, en alusión a su recorrido astral.
Una figura enmarcada de esta manera se le conoce como velificans (plural velificantes). No todas las deidades se representan como velificantes, pero el dispositivo podría usarse para marcar a un miembro de la familia imperial que había sido divinizado (un divus o diva).

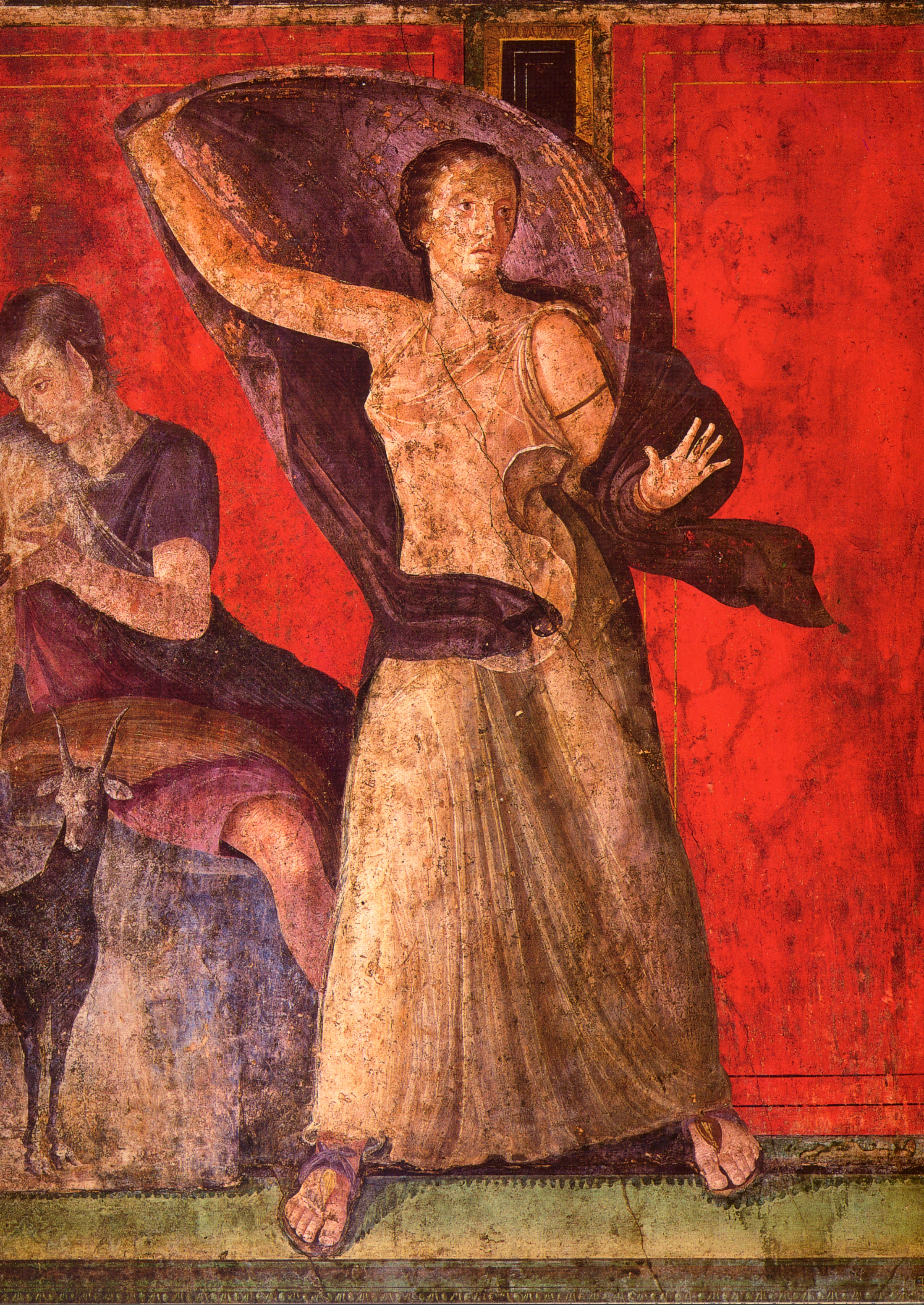
Villa de los Misterios, Pompeya, siglo I

Velificatio es un dispositivo frecuente en el arte romano, que incluye pintura, mosaico, relieve y escultura, aunque plantea dificultades técnicas para la escultura de figuras de pie, aunque el escultor ateniense Praxíteles fue capaz de lograr el efecto. El término también se utiliza para describir el arte helenístico. El recurso continuó usándose en el arte occidental posterior, en el que a veces se lo describe como un aura, "una brisa que sopla desde afuera o desde adentro que levanta el velo para revelar el rostro de un ser invisible".

## Uso y ejemplos
En latín clásico, el sustantivo abstracto velificatio es poco común, y se refiere al acto náutico de zarpar, "levantar velas", de velum, "vela" (pero también "tela, vestido, velo") y el elemento combinatorio -fic- de -ficio, -ficere (= facio, facere, "hacer, fabricar"). La forma verbal fue la base del uso académico moderno. Plinio describe Aurae velificantes sua veste, las Brisas "haciendo una vela con su propia vestimenta" en el Pórtico de Octavia. Tales representaciones de las Aurae se conocen del arte romano existente y se han utilizado como material comparativo para identificar a la pareja de velificantes en una escena del Ara Pacis. Sobre la base de un pasaje del Carmen Saeculare de Horacio, compuesto e interpretado para la puesta en escena de los Juegos Seculares de Augusto en el 17 a. C., la figura central a menudo se identifica como Tellus (diosa de la Tierra):
Fértil en productos y ganado, que Tellus conceda a Ceres una corona de grano; que las aguas saludables y las brisas de Júpiter alimenten la descendencia.
No todos los académicos concuerdan con este análisis de la escena. Las criaturas sobre las que se sientan los velificantes también sugieren ser las Nereidas, y la referencia puede apuntar al culto de las ninfas.

El significado del velo a veces se explica en términos de los ritos iniciáticos de las religiones mistéricas. Los iniciados vestían ropajes o un velo que levantaba una sacerdotisa. Dicho velo simbolizaba la muerte, y su remoción en el rito significaba el renacimiento del iniciado. La velificatio aparece así en escenas de sarcófagos y en otros artes funerarios.

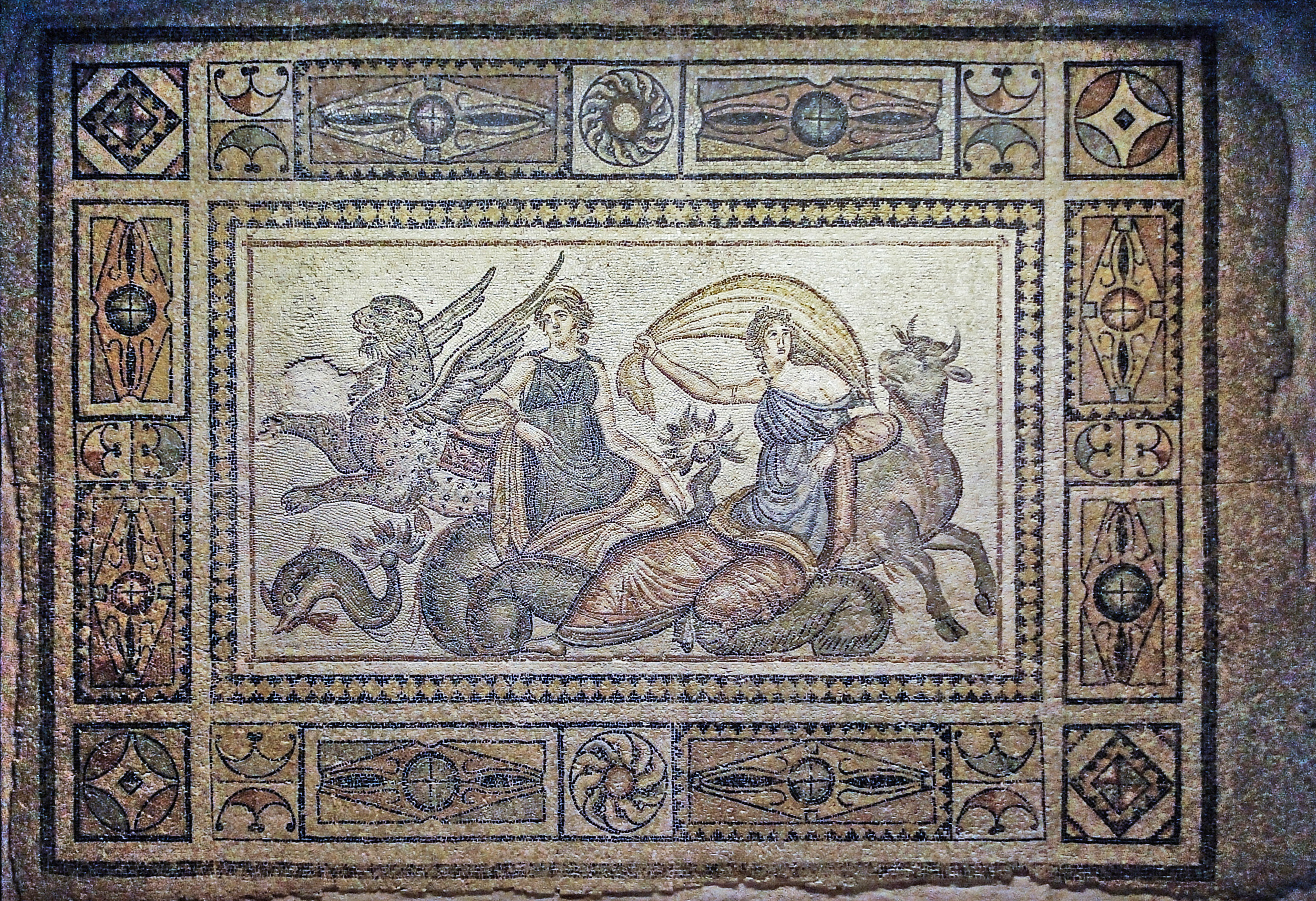
Europa (mosaico, siglo I-II)
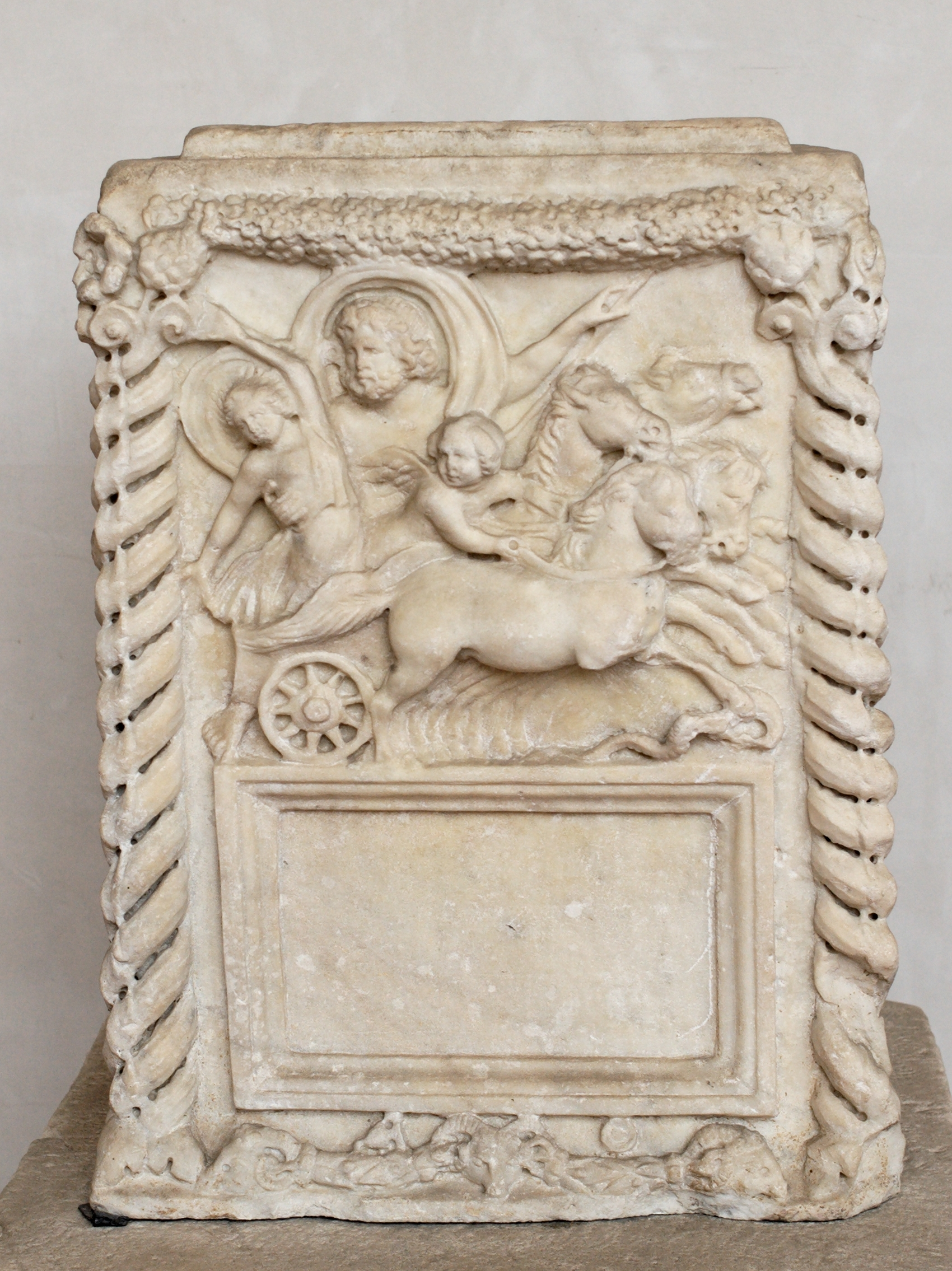
Plutón (urna cineraria, siglo II).
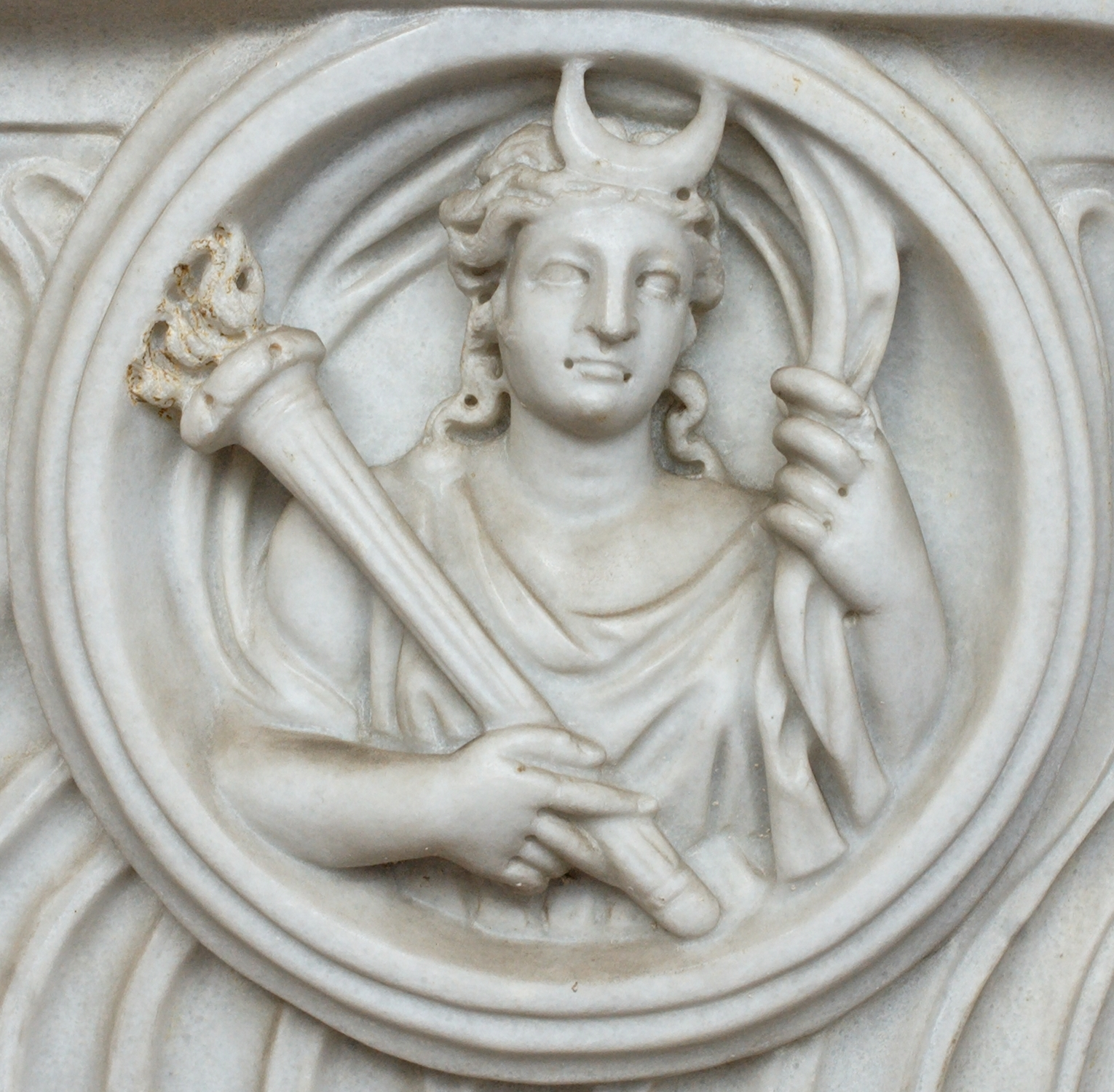
Selene (clípeo de un sarcófago, principios del siglo III).
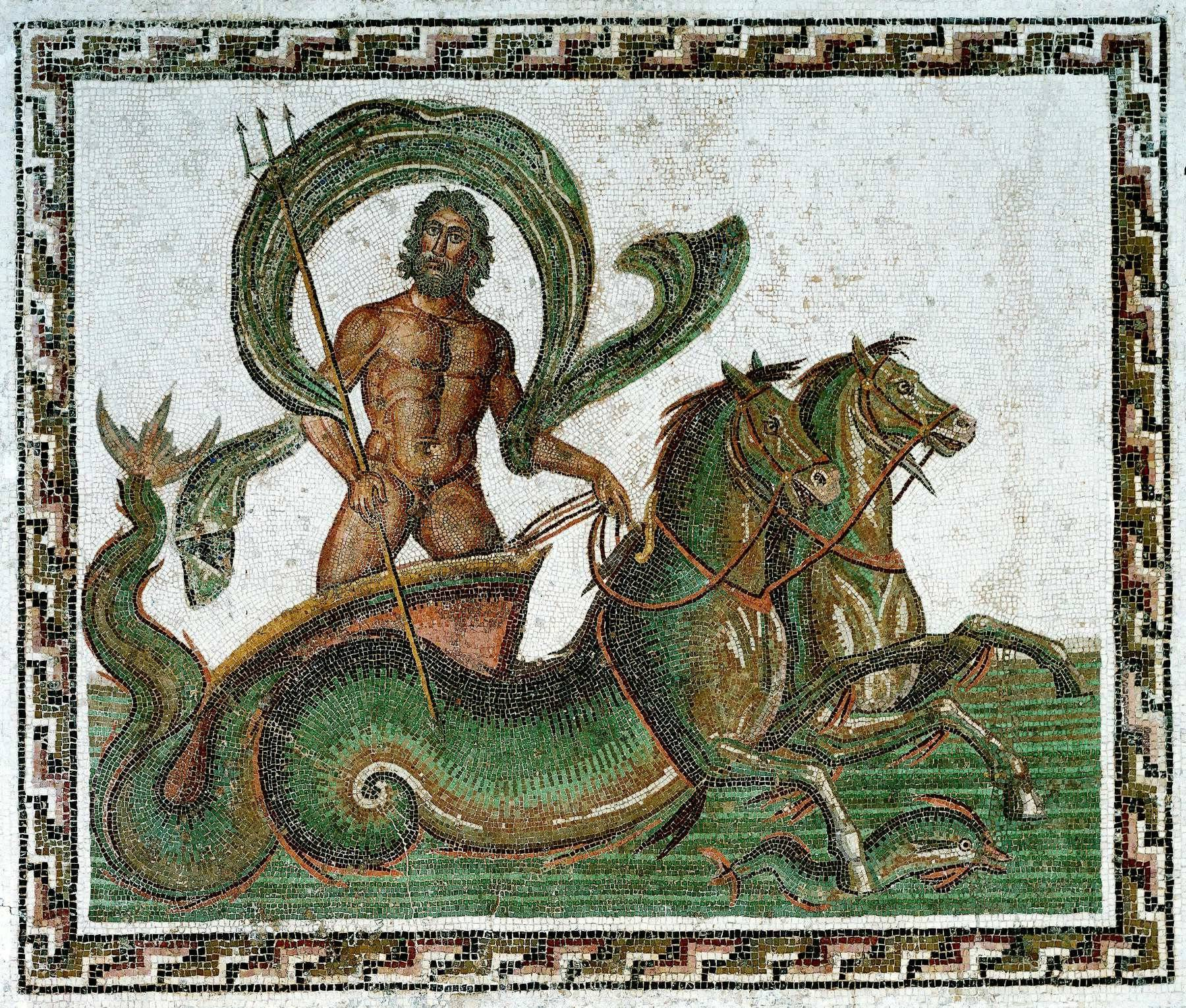
Neptuno (mosaico, siglo III).
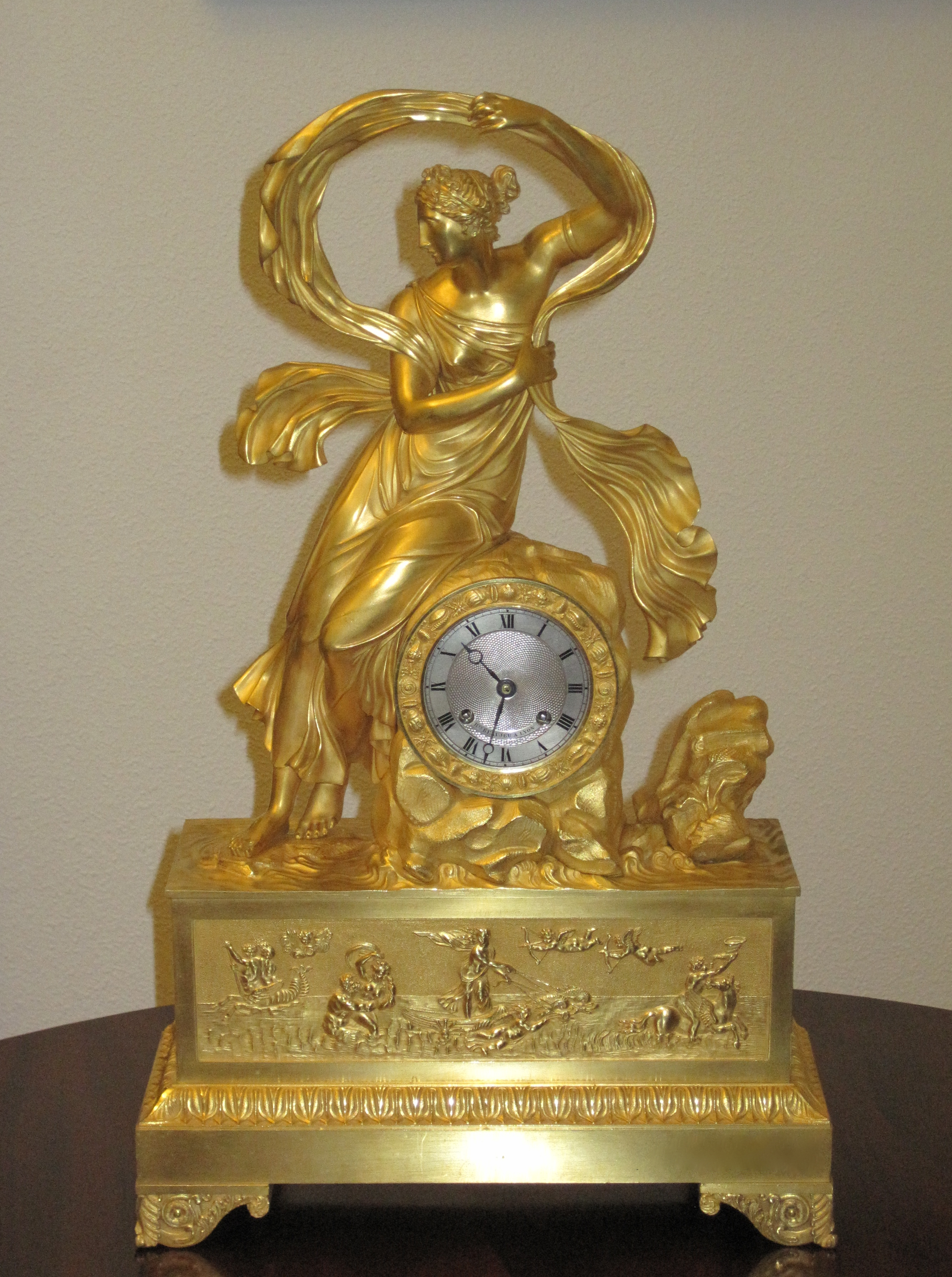
Reloj de sobremesa estilo Imperio francés (1822) que representa a la nereida Galatea.

## Lista develificantes

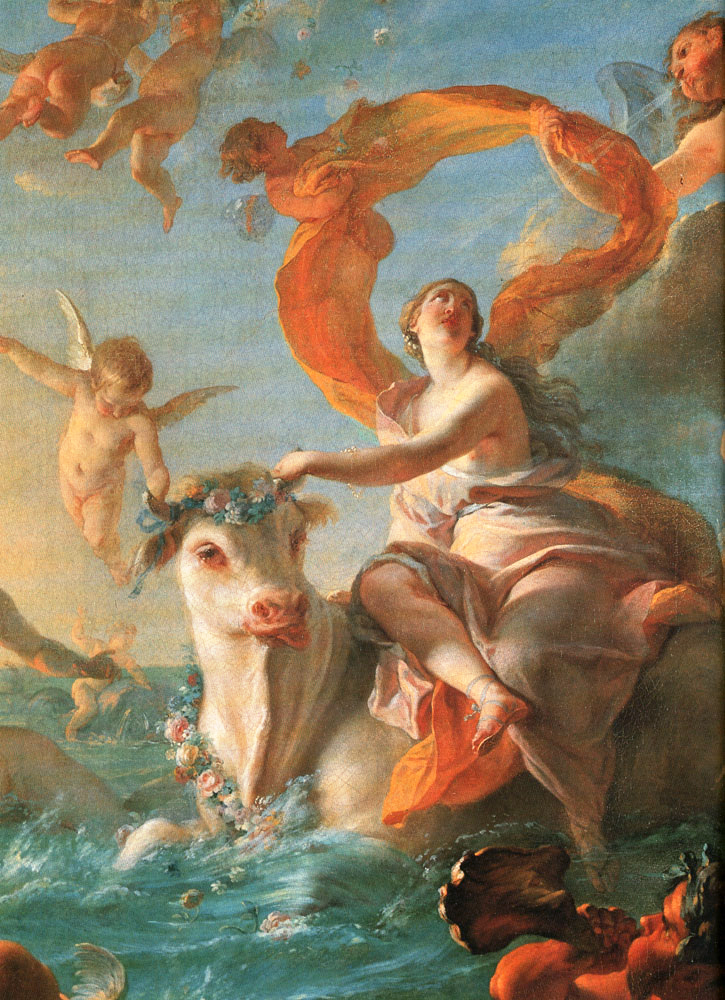
Enlèvement d'Europe (1726-1727) de Noël-Nicolas Coypel

El motivo de la velificatio se puede encontrar con numerosas deidades, seres divinos y divi, que incluyen:
- Nix
- Aura
- Las Nereidas
- Las Horas
- Las Ménades
- Las Nióbidas
- Níobe
- Selene o Luna[16]
- Helios
- Caelus[17]
- Europa
- Dioniso
- Ariadna
- Poseidón o Neptuno
- Anfitrite
- Afrodita o Venus
- Marte[18]
- Tarpeya[19]
- Vibia Sabina[20]